# Uliodon cervinus
Uliodon cervinus är en spindelart som beskrevs av Ludwig Carl Christian Koch 1873. Uliodon cervinus ingår i släktet Uliodon och familjen Zoropsidae. Inga underarter finns listade i Catalogue of Life.